# Campeonato Brasileiro de Futebol de 2023 - Série B
A Série B do Campeonato Brasileiro de Futebol de 2023, oficialmente Brasileirão Série Betano 2023 por motivos de patrocínio, foi a 42.ª edição da competição de futebol realizada no Brasil, equivalente à segunda divisão. Foi disputada por 20 clubes, dos quais os quatro primeiros colocados obtiveram acesso à Série A de 2024 e os quatro últimos foram rebaixados à Série C de 2024.
A região Sudeste, assim como na edição anterior, foi a detentora do maior número de representantes na Série B, com sete equipes. Na sequência a região Nordeste contou com seis representantes e a região Sul com cinco representantes, enquanto duas equipes goianas representaram a região Centro-Oeste. A região Norte novamente não possuiu representantes. Diferente das últimas edições, em 2023 não houve nenhum dos considerados 12 grandes do futebol brasileiro. O único estreante foi o Mirassol.
O Vitória foi o primeiro clube a garantir o acesso à Série A de 2024, com duas rodadas de antecedência, após vencer fora de casa o Novorizontino por 2–1, retornando para a principal divisão nacional após seis temporadas. Dois dias após garantir o acesso, no complemento da 36.ª rodada, o clube baiano assegurou o título mesmo sem entrar em campo, depois do empate do Criciúma, seu perseguidor direto, se tornando o campeão da Série B e conquistando o primeiro título nacional em sua história. O Criciúma assegurou a promoção na rodada seguinte após vencer o Botafogo-SP por 3–0 em Santa Catarina, retornando para a elite do futebol brasileiro após nove anos. Na última rodada, foram definidos os dois últimos promovidos: o Atlético Goianiense, que venceu o Guarani por 3–0, jogando em Goiânia; e o Juventude, que derrotou o Ceará por 3–1 em Fortaleza.
Na outra ponta da tabela, o ABC foi o primeiro clube a ser matematicamente rebaixado para a Série C de 2024, após um empate na 34ª rodada contra o Avaí por 1–1 em casa. Na 36ª rodada, após derrota por 4–1 para o Vila Nova, jogando em Goiânia, o Londrina confirmou seu terceiro rebaixamento para a terceira divisão nacional. Na última rodada, foram definidos os últimos rebaixados: o Sampaio Corrêa foi goleado pelo Sport por 4–1, no Recife, e entrou na zona de rebaixamaento devido à vitória da Chapecoense sobre o Vitória, por 3–1. Já o Tombense foi derrotado pelo Mirassol por 1–0, jogando em Tombos, e também teve o descenso confirmado.

## Regulamento
A Série B foi disputada por 20 clubes no sistema de ida e volta por pontos corridos. Em cada turno, os clubes jogam entre si uma única vez. Os jogos do primeiro turno são realizados na mesma ordem no segundo turno, apenas com o mando de campo invertido. Não há campeões por turnos, sendo declarado campeão o clube que obtiver o maior número de pontos após as 38 rodadas. Ao final, os quatro primeiros clubes ascendem para a Série A de 2024, da mesma forma que os quatro últimos serão rebaixados para a Série C de 2024. O vencedor ingressará diretamente na terceira fase da Copa do Brasil de 2024.
Todos os jogos contaram com o árbitro assistente de vídeo (VAR) e o limite de atletas estrangeiros por equipe aumentou de cinco para sete.

### Critérios de desempate
Em caso de empate por pontos entre dois clubes, os critérios de desempate foram aplicados na seguinte ordem:
1. Número de vitórias;
2. Saldo de gols;
3. Gols pró (marcados);
4. Confronto direto;
5. Menor número de cartões vermelhos;
6. Menor número de cartões amarelos;
7. Sorteio.

## Participantes
| Equipe              | Cidade         | Estado | Em 2022       | Estádio (mando)       | Capacidade | Títulos        |
| ------------------- | -------------- | ------ | ------------- | --------------------- | ---------- | -------------- |
| ABC                 | Natal          | RN     | 2º (Série C)  | Frasqueirão           | 15 640     | 0 (não possui) |
| Atlético Goianiense | Goiânia        | GO     | 18º (Série A) | Antônio Accioly       | 12 500     | 1 (2016)       |
| Avaí                | Florianópolis  | SC     | 19º (Série A) | Ressacada             | 17 800     | 0 (não possui) |
| Botafogo-SP         | Ribeirão Preto | SP     | 3º (Série C)  | Santa Cruz            | 28 946     | 0 (não possui) |
| Ceará               | Fortaleza      | CE     | 17º (Série A) | Arena Castelão        | 63 904     | 0 (não possui) |
| Chapecoense         | Chapecó        | SC     | 14º           | Arena Condá           | 20 289     | 1 (2020)       |
| CRB                 | Maceió         | AL     | 11º           | Rei Pelé              | 17 126     | 0 (não possui) |
| Criciúma            | Criciúma       | SC     | 8º            | Heriberto Hülse       | 19 225     | 1 (2002)       |
| Guarani             | Campinas       | SP     | 10º           | Brinco de Ouro        | 29 130     | 1 (1981)       |
| Ituano              | Itu            | SP     | 6º            | Novelli Junior        | 15 600     | 0 (não possui) |
| Juventude           | Caxias do Sul  | RS     | 20º (Série A) | Alfredo Jaconi        | 19 924     | 1 (1994)       |
| Londrina            | Londrina       | PR     | 9º            | Estádio do Café       | 30 000     | 1 (1980)       |
| Mirassol            | Mirassol       | SP     | 1º (Série C)  | Campos Maia           | 15 000     | 0 (não possui) |
| Novorizontino       | Novo Horizonte | SP     | 16º           | Jorge Ismael de Biasi | 12 398     | 0 (não possui) |
| Ponte Preta         | Campinas       | SP     | 12º           | Moisés Lucarelli      | 17 728     | 0 (não possui) |
| Sampaio Corrêa      | São Luís       | MA     | 5º            | Castelão              | 40 149     | 1 (1972)       |
| Sport               | Recife         | PE     | 7º            | Ilha do Retiro        | 26 418     | 1 (1990)       |
| Tombense            | Tombos         | MG     | 15º           | Soares de Azevedo     | 13 971     | 0 (não possui) |
| Vila Nova           | Goiânia        | GO     | 13º           | OBA                   | 11 788     | 0 (não possui) |
| Vitória             | Salvador       | BA     | 4º (Série C)  | Barradão              | 29 168     | 0 (não possui) |

## Estádios
| ABC | Atlético Goianiense | Avaí | Botafogo-SP | Ceará | Chapecoense        |
| --- | --- | --- | --- | --- | ------------------ |
| Frasqueirão | Antônio Accioly | Ressacada | Santa Cruz | Arena Castelão | Arena Condá        |
| Capacidade: 18 000 | Capacidade: 12 500 | Capacidade: 17 826 | Capacidade: 29 292 | Capacidade: 63 093 | Capacidade: 20 089 |
| | | | | |                    |
| CRB | \| ABC Atlético-GO Avaí Botafogo-SP Ceará Chapecoense CRB Criciúma Guarani Ituano Juventude Londrina Mirassol Novorizontino Ponte Preta Sampaio Corrêa Sport Tombense Vila Nova VitóriaLocalização das equipes participantes da Série B de 2022. \| | \| ABC Atlético-GO Avaí Botafogo-SP Ceará Chapecoense CRB Criciúma Guarani Ituano Juventude Londrina Mirassol Novorizontino Ponte Preta Sampaio Corrêa Sport Tombense Vila Nova VitóriaLocalização das equipes participantes da Série B de 2022. \| | \| ABC Atlético-GO Avaí Botafogo-SP Ceará Chapecoense CRB Criciúma Guarani Ituano Juventude Londrina Mirassol Novorizontino Ponte Preta Sampaio Corrêa Sport Tombense Vila Nova VitóriaLocalização das equipes participantes da Série B de 2022. \| | \| ABC Atlético-GO Avaí Botafogo-SP Ceará Chapecoense CRB Criciúma Guarani Ituano Juventude Londrina Mirassol Novorizontino Ponte Preta Sampaio Corrêa Sport Tombense Vila Nova VitóriaLocalização das equipes participantes da Série B de 2022. \| | Criciúma           |
| Rei Pelé | \| ABC Atlético-GO Avaí Botafogo-SP Ceará Chapecoense CRB Criciúma Guarani Ituano Juventude Londrina Mirassol Novorizontino Ponte Preta Sampaio Corrêa Sport Tombense Vila Nova VitóriaLocalização das equipes participantes da Série B de 2022. \| | \| ABC Atlético-GO Avaí Botafogo-SP Ceará Chapecoense CRB Criciúma Guarani Ituano Juventude Londrina Mirassol Novorizontino Ponte Preta Sampaio Corrêa Sport Tombense Vila Nova VitóriaLocalização das equipes participantes da Série B de 2022. \| | \| ABC Atlético-GO Avaí Botafogo-SP Ceará Chapecoense CRB Criciúma Guarani Ituano Juventude Londrina Mirassol Novorizontino Ponte Preta Sampaio Corrêa Sport Tombense Vila Nova VitóriaLocalização das equipes participantes da Série B de 2022. \| | \| ABC Atlético-GO Avaí Botafogo-SP Ceará Chapecoense CRB Criciúma Guarani Ituano Juventude Londrina Mirassol Novorizontino Ponte Preta Sampaio Corrêa Sport Tombense Vila Nova VitóriaLocalização das equipes participantes da Série B de 2022. \| | Heriberto Hülse    |
| Capacidade: 17 126 | \| ABC Atlético-GO Avaí Botafogo-SP Ceará Chapecoense CRB Criciúma Guarani Ituano Juventude Londrina Mirassol Novorizontino Ponte Preta Sampaio Corrêa Sport Tombense Vila Nova VitóriaLocalização das equipes participantes da Série B de 2022. \| | \| ABC Atlético-GO Avaí Botafogo-SP Ceará Chapecoense CRB Criciúma Guarani Ituano Juventude Londrina Mirassol Novorizontino Ponte Preta Sampaio Corrêa Sport Tombense Vila Nova VitóriaLocalização das equipes participantes da Série B de 2022. \| | \| ABC Atlético-GO Avaí Botafogo-SP Ceará Chapecoense CRB Criciúma Guarani Ituano Juventude Londrina Mirassol Novorizontino Ponte Preta Sampaio Corrêa Sport Tombense Vila Nova VitóriaLocalização das equipes participantes da Série B de 2022. \| | \| ABC Atlético-GO Avaí Botafogo-SP Ceará Chapecoense CRB Criciúma Guarani Ituano Juventude Londrina Mirassol Novorizontino Ponte Preta Sampaio Corrêa Sport Tombense Vila Nova VitóriaLocalização das equipes participantes da Série B de 2022. \| | Capacidade: 19 900 |
| | \| ABC Atlético-GO Avaí Botafogo-SP Ceará Chapecoense CRB Criciúma Guarani Ituano Juventude Londrina Mirassol Novorizontino Ponte Preta Sampaio Corrêa Sport Tombense Vila Nova VitóriaLocalização das equipes participantes da Série B de 2022. \| | \| ABC Atlético-GO Avaí Botafogo-SP Ceará Chapecoense CRB Criciúma Guarani Ituano Juventude Londrina Mirassol Novorizontino Ponte Preta Sampaio Corrêa Sport Tombense Vila Nova VitóriaLocalização das equipes participantes da Série B de 2022. \| | \| ABC Atlético-GO Avaí Botafogo-SP Ceará Chapecoense CRB Criciúma Guarani Ituano Juventude Londrina Mirassol Novorizontino Ponte Preta Sampaio Corrêa Sport Tombense Vila Nova VitóriaLocalização das equipes participantes da Série B de 2022. \| | \| ABC Atlético-GO Avaí Botafogo-SP Ceará Chapecoense CRB Criciúma Guarani Ituano Juventude Londrina Mirassol Novorizontino Ponte Preta Sampaio Corrêa Sport Tombense Vila Nova VitóriaLocalização das equipes participantes da Série B de 2022. \| |                    |
| Guarani | \| ABC Atlético-GO Avaí Botafogo-SP Ceará Chapecoense CRB Criciúma Guarani Ituano Juventude Londrina Mirassol Novorizontino Ponte Preta Sampaio Corrêa Sport Tombense Vila Nova VitóriaLocalização das equipes participantes da Série B de 2022. \| | \| ABC Atlético-GO Avaí Botafogo-SP Ceará Chapecoense CRB Criciúma Guarani Ituano Juventude Londrina Mirassol Novorizontino Ponte Preta Sampaio Corrêa Sport Tombense Vila Nova VitóriaLocalização das equipes participantes da Série B de 2022. \| | \| ABC Atlético-GO Avaí Botafogo-SP Ceará Chapecoense CRB Criciúma Guarani Ituano Juventude Londrina Mirassol Novorizontino Ponte Preta Sampaio Corrêa Sport Tombense Vila Nova VitóriaLocalização das equipes participantes da Série B de 2022. \| | \| ABC Atlético-GO Avaí Botafogo-SP Ceará Chapecoense CRB Criciúma Guarani Ituano Juventude Londrina Mirassol Novorizontino Ponte Preta Sampaio Corrêa Sport Tombense Vila Nova VitóriaLocalização das equipes participantes da Série B de 2022. \| | Ituano             |
| Brinco de Ouro | \| ABC Atlético-GO Avaí Botafogo-SP Ceará Chapecoense CRB Criciúma Guarani Ituano Juventude Londrina Mirassol Novorizontino Ponte Preta Sampaio Corrêa Sport Tombense Vila Nova VitóriaLocalização das equipes participantes da Série B de 2022. \| | \| ABC Atlético-GO Avaí Botafogo-SP Ceará Chapecoense CRB Criciúma Guarani Ituano Juventude Londrina Mirassol Novorizontino Ponte Preta Sampaio Corrêa Sport Tombense Vila Nova VitóriaLocalização das equipes participantes da Série B de 2022. \| | \| ABC Atlético-GO Avaí Botafogo-SP Ceará Chapecoense CRB Criciúma Guarani Ituano Juventude Londrina Mirassol Novorizontino Ponte Preta Sampaio Corrêa Sport Tombense Vila Nova VitóriaLocalização das equipes participantes da Série B de 2022. \| | \| ABC Atlético-GO Avaí Botafogo-SP Ceará Chapecoense CRB Criciúma Guarani Ituano Juventude Londrina Mirassol Novorizontino Ponte Preta Sampaio Corrêa Sport Tombense Vila Nova VitóriaLocalização das equipes participantes da Série B de 2022. \| | Novelli Junior     |
| Capacidade: 29 130 | \| ABC Atlético-GO Avaí Botafogo-SP Ceará Chapecoense CRB Criciúma Guarani Ituano Juventude Londrina Mirassol Novorizontino Ponte Preta Sampaio Corrêa Sport Tombense Vila Nova VitóriaLocalização das equipes participantes da Série B de 2022. \| | \| ABC Atlético-GO Avaí Botafogo-SP Ceará Chapecoense CRB Criciúma Guarani Ituano Juventude Londrina Mirassol Novorizontino Ponte Preta Sampaio Corrêa Sport Tombense Vila Nova VitóriaLocalização das equipes participantes da Série B de 2022. \| | \| ABC Atlético-GO Avaí Botafogo-SP Ceará Chapecoense CRB Criciúma Guarani Ituano Juventude Londrina Mirassol Novorizontino Ponte Preta Sampaio Corrêa Sport Tombense Vila Nova VitóriaLocalização das equipes participantes da Série B de 2022. \| | \| ABC Atlético-GO Avaí Botafogo-SP Ceará Chapecoense CRB Criciúma Guarani Ituano Juventude Londrina Mirassol Novorizontino Ponte Preta Sampaio Corrêa Sport Tombense Vila Nova VitóriaLocalização das equipes participantes da Série B de 2022. \| | Capacidade: 15 660 |
| | \| ABC Atlético-GO Avaí Botafogo-SP Ceará Chapecoense CRB Criciúma Guarani Ituano Juventude Londrina Mirassol Novorizontino Ponte Preta Sampaio Corrêa Sport Tombense Vila Nova VitóriaLocalização das equipes participantes da Série B de 2022. \| | \| ABC Atlético-GO Avaí Botafogo-SP Ceará Chapecoense CRB Criciúma Guarani Ituano Juventude Londrina Mirassol Novorizontino Ponte Preta Sampaio Corrêa Sport Tombense Vila Nova VitóriaLocalização das equipes participantes da Série B de 2022. \| | \| ABC Atlético-GO Avaí Botafogo-SP Ceará Chapecoense CRB Criciúma Guarani Ituano Juventude Londrina Mirassol Novorizontino Ponte Preta Sampaio Corrêa Sport Tombense Vila Nova VitóriaLocalização das equipes participantes da Série B de 2022. \| | \| ABC Atlético-GO Avaí Botafogo-SP Ceará Chapecoense CRB Criciúma Guarani Ituano Juventude Londrina Mirassol Novorizontino Ponte Preta Sampaio Corrêa Sport Tombense Vila Nova VitóriaLocalização das equipes participantes da Série B de 2022. \| |                    |
| Juventude | \| ABC Atlético-GO Avaí Botafogo-SP Ceará Chapecoense CRB Criciúma Guarani Ituano Juventude Londrina Mirassol Novorizontino Ponte Preta Sampaio Corrêa Sport Tombense Vila Nova VitóriaLocalização das equipes participantes da Série B de 2022. \| | \| ABC Atlético-GO Avaí Botafogo-SP Ceará Chapecoense CRB Criciúma Guarani Ituano Juventude Londrina Mirassol Novorizontino Ponte Preta Sampaio Corrêa Sport Tombense Vila Nova VitóriaLocalização das equipes participantes da Série B de 2022. \| | \| ABC Atlético-GO Avaí Botafogo-SP Ceará Chapecoense CRB Criciúma Guarani Ituano Juventude Londrina Mirassol Novorizontino Ponte Preta Sampaio Corrêa Sport Tombense Vila Nova VitóriaLocalização das equipes participantes da Série B de 2022. \| | \| ABC Atlético-GO Avaí Botafogo-SP Ceará Chapecoense CRB Criciúma Guarani Ituano Juventude Londrina Mirassol Novorizontino Ponte Preta Sampaio Corrêa Sport Tombense Vila Nova VitóriaLocalização das equipes participantes da Série B de 2022. \| | Londrina           |
| Alfredo Jaconi | \| ABC Atlético-GO Avaí Botafogo-SP Ceará Chapecoense CRB Criciúma Guarani Ituano Juventude Londrina Mirassol Novorizontino Ponte Preta Sampaio Corrêa Sport Tombense Vila Nova VitóriaLocalização das equipes participantes da Série B de 2022. \| | \| ABC Atlético-GO Avaí Botafogo-SP Ceará Chapecoense CRB Criciúma Guarani Ituano Juventude Londrina Mirassol Novorizontino Ponte Preta Sampaio Corrêa Sport Tombense Vila Nova VitóriaLocalização das equipes participantes da Série B de 2022. \| | \| ABC Atlético-GO Avaí Botafogo-SP Ceará Chapecoense CRB Criciúma Guarani Ituano Juventude Londrina Mirassol Novorizontino Ponte Preta Sampaio Corrêa Sport Tombense Vila Nova VitóriaLocalização das equipes participantes da Série B de 2022. \| | \| ABC Atlético-GO Avaí Botafogo-SP Ceará Chapecoense CRB Criciúma Guarani Ituano Juventude Londrina Mirassol Novorizontino Ponte Preta Sampaio Corrêa Sport Tombense Vila Nova VitóriaLocalização das equipes participantes da Série B de 2022. \| | Estádio do Café    |
| Capacidade: 19 924 | \| ABC Atlético-GO Avaí Botafogo-SP Ceará Chapecoense CRB Criciúma Guarani Ituano Juventude Londrina Mirassol Novorizontino Ponte Preta Sampaio Corrêa Sport Tombense Vila Nova VitóriaLocalização das equipes participantes da Série B de 2022. \| | \| ABC Atlético-GO Avaí Botafogo-SP Ceará Chapecoense CRB Criciúma Guarani Ituano Juventude Londrina Mirassol Novorizontino Ponte Preta Sampaio Corrêa Sport Tombense Vila Nova VitóriaLocalização das equipes participantes da Série B de 2022. \| | \| ABC Atlético-GO Avaí Botafogo-SP Ceará Chapecoense CRB Criciúma Guarani Ituano Juventude Londrina Mirassol Novorizontino Ponte Preta Sampaio Corrêa Sport Tombense Vila Nova VitóriaLocalização das equipes participantes da Série B de 2022. \| | \| ABC Atlético-GO Avaí Botafogo-SP Ceará Chapecoense CRB Criciúma Guarani Ituano Juventude Londrina Mirassol Novorizontino Ponte Preta Sampaio Corrêa Sport Tombense Vila Nova VitóriaLocalização das equipes participantes da Série B de 2022. \| | Capacidade: 30 000 |
| | \| ABC Atlético-GO Avaí Botafogo-SP Ceará Chapecoense CRB Criciúma Guarani Ituano Juventude Londrina Mirassol Novorizontino Ponte Preta Sampaio Corrêa Sport Tombense Vila Nova VitóriaLocalização das equipes participantes da Série B de 2022. \| | \| ABC Atlético-GO Avaí Botafogo-SP Ceará Chapecoense CRB Criciúma Guarani Ituano Juventude Londrina Mirassol Novorizontino Ponte Preta Sampaio Corrêa Sport Tombense Vila Nova VitóriaLocalização das equipes participantes da Série B de 2022. \| | \| ABC Atlético-GO Avaí Botafogo-SP Ceará Chapecoense CRB Criciúma Guarani Ituano Juventude Londrina Mirassol Novorizontino Ponte Preta Sampaio Corrêa Sport Tombense Vila Nova VitóriaLocalização das equipes participantes da Série B de 2022. \| | \| ABC Atlético-GO Avaí Botafogo-SP Ceará Chapecoense CRB Criciúma Guarani Ituano Juventude Londrina Mirassol Novorizontino Ponte Preta Sampaio Corrêa Sport Tombense Vila Nova VitóriaLocalização das equipes participantes da Série B de 2022. \| |                    |
| Mirassol | \| ABC Atlético-GO Avaí Botafogo-SP Ceará Chapecoense CRB Criciúma Guarani Ituano Juventude Londrina Mirassol Novorizontino Ponte Preta Sampaio Corrêa Sport Tombense Vila Nova VitóriaLocalização das equipes participantes da Série B de 2022. \| | \| ABC Atlético-GO Avaí Botafogo-SP Ceará Chapecoense CRB Criciúma Guarani Ituano Juventude Londrina Mirassol Novorizontino Ponte Preta Sampaio Corrêa Sport Tombense Vila Nova VitóriaLocalização das equipes participantes da Série B de 2022. \| | \| ABC Atlético-GO Avaí Botafogo-SP Ceará Chapecoense CRB Criciúma Guarani Ituano Juventude Londrina Mirassol Novorizontino Ponte Preta Sampaio Corrêa Sport Tombense Vila Nova VitóriaLocalização das equipes participantes da Série B de 2022. \| | \| ABC Atlético-GO Avaí Botafogo-SP Ceará Chapecoense CRB Criciúma Guarani Ituano Juventude Londrina Mirassol Novorizontino Ponte Preta Sampaio Corrêa Sport Tombense Vila Nova VitóriaLocalização das equipes participantes da Série B de 2022. \| | Novorizontino      |
| Campos Maia | \| ABC Atlético-GO Avaí Botafogo-SP Ceará Chapecoense CRB Criciúma Guarani Ituano Juventude Londrina Mirassol Novorizontino Ponte Preta Sampaio Corrêa Sport Tombense Vila Nova VitóriaLocalização das equipes participantes da Série B de 2022. \| | \| ABC Atlético-GO Avaí Botafogo-SP Ceará Chapecoense CRB Criciúma Guarani Ituano Juventude Londrina Mirassol Novorizontino Ponte Preta Sampaio Corrêa Sport Tombense Vila Nova VitóriaLocalização das equipes participantes da Série B de 2022. \| | \| ABC Atlético-GO Avaí Botafogo-SP Ceará Chapecoense CRB Criciúma Guarani Ituano Juventude Londrina Mirassol Novorizontino Ponte Preta Sampaio Corrêa Sport Tombense Vila Nova VitóriaLocalização das equipes participantes da Série B de 2022. \| | \| ABC Atlético-GO Avaí Botafogo-SP Ceará Chapecoense CRB Criciúma Guarani Ituano Juventude Londrina Mirassol Novorizontino Ponte Preta Sampaio Corrêa Sport Tombense Vila Nova VitóriaLocalização das equipes participantes da Série B de 2022. \| | Jorjão             |
| Capacidade: 15 000 | \| ABC Atlético-GO Avaí Botafogo-SP Ceará Chapecoense CRB Criciúma Guarani Ituano Juventude Londrina Mirassol Novorizontino Ponte Preta Sampaio Corrêa Sport Tombense Vila Nova VitóriaLocalização das equipes participantes da Série B de 2022. \| | \| ABC Atlético-GO Avaí Botafogo-SP Ceará Chapecoense CRB Criciúma Guarani Ituano Juventude Londrina Mirassol Novorizontino Ponte Preta Sampaio Corrêa Sport Tombense Vila Nova VitóriaLocalização das equipes participantes da Série B de 2022. \| | \| ABC Atlético-GO Avaí Botafogo-SP Ceará Chapecoense CRB Criciúma Guarani Ituano Juventude Londrina Mirassol Novorizontino Ponte Preta Sampaio Corrêa Sport Tombense Vila Nova VitóriaLocalização das equipes participantes da Série B de 2022. \| | \| ABC Atlético-GO Avaí Botafogo-SP Ceará Chapecoense CRB Criciúma Guarani Ituano Juventude Londrina Mirassol Novorizontino Ponte Preta Sampaio Corrêa Sport Tombense Vila Nova VitóriaLocalização das equipes participantes da Série B de 2022. \| | Capacidade: 16 000 |
| | \| ABC Atlético-GO Avaí Botafogo-SP Ceará Chapecoense CRB Criciúma Guarani Ituano Juventude Londrina Mirassol Novorizontino Ponte Preta Sampaio Corrêa Sport Tombense Vila Nova VitóriaLocalização das equipes participantes da Série B de 2022. \| | \| ABC Atlético-GO Avaí Botafogo-SP Ceará Chapecoense CRB Criciúma Guarani Ituano Juventude Londrina Mirassol Novorizontino Ponte Preta Sampaio Corrêa Sport Tombense Vila Nova VitóriaLocalização das equipes participantes da Série B de 2022. \| | \| ABC Atlético-GO Avaí Botafogo-SP Ceará Chapecoense CRB Criciúma Guarani Ituano Juventude Londrina Mirassol Novorizontino Ponte Preta Sampaio Corrêa Sport Tombense Vila Nova VitóriaLocalização das equipes participantes da Série B de 2022. \| | \| ABC Atlético-GO Avaí Botafogo-SP Ceará Chapecoense CRB Criciúma Guarani Ituano Juventude Londrina Mirassol Novorizontino Ponte Preta Sampaio Corrêa Sport Tombense Vila Nova VitóriaLocalização das equipes participantes da Série B de 2022. \| |                    |
| Ponte Preta | Sampaio Corrêa | Sport | Tombense | Vila Nova | Vitória            |
| Moises Lucarelli | Castelão | Ilha do Retiro | Soares de Azevedo | OBA | Barradão           |
| Capacidade: 17 728 | Capacidade: 40 149 | Capacidade: 26 418 | Capacidade: 13 971 | Capacidade: 11 788 | Capacidade: 35 618 |
| | | | | |                    |
| ABC Atlético-GO Avaí Botafogo-SP Ceará Chapecoense CRB Criciúma Guarani Ituano Juventude Londrina Mirassol Novorizontino Ponte Preta Sampaio Corrêa Sport Tombense Vila Nova VitóriaLocalização das equipes participantes da Série B de 2022. | | | | |                    |

### Outros estádios
Além dos estádios de mando usual, outros estádios foram utilizados devido a punições de perda de mando de campo impostas pelo Superior Tribunal de Justiça Desportiva ou por conta de problemas de interdição dos estádios usuais ou simplesmente por opção dos clubes em mandar seus jogos em outros locais, geralmente buscando uma melhor renda.

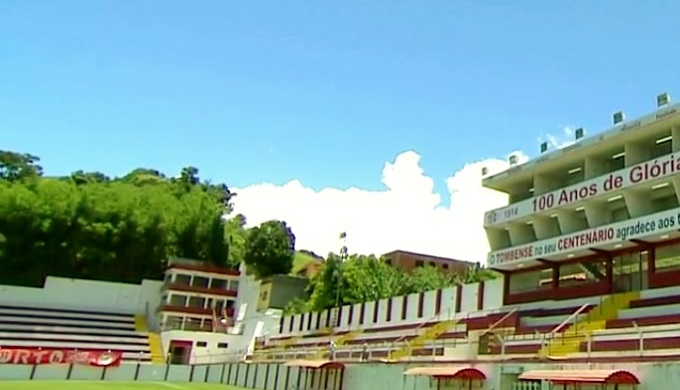
Almeidão (Tombos)
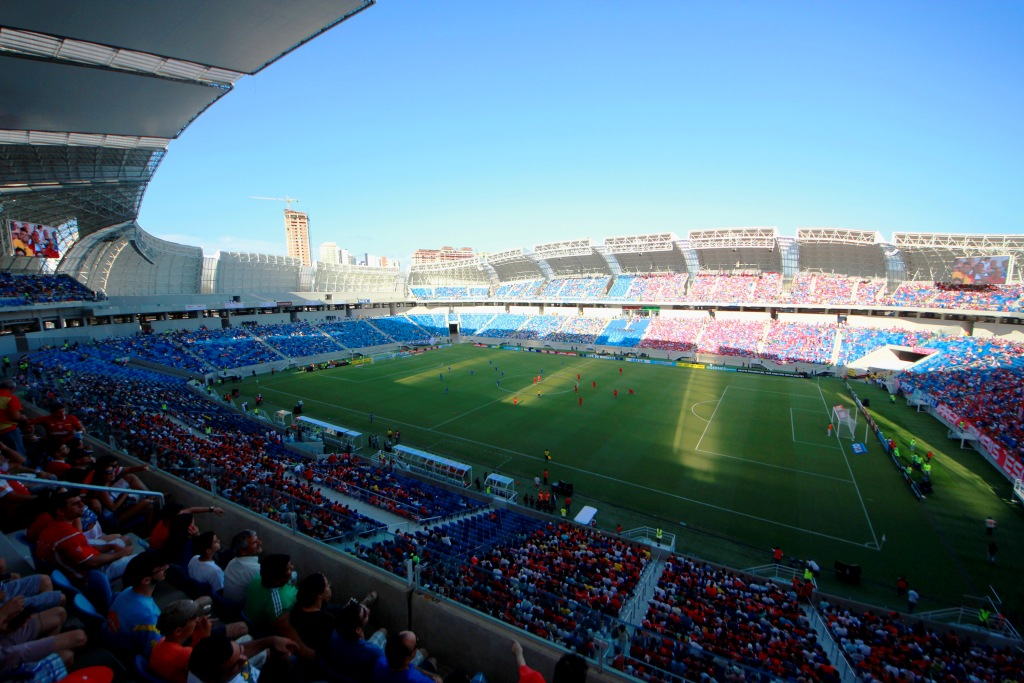
Arena das Dunas (Natal)
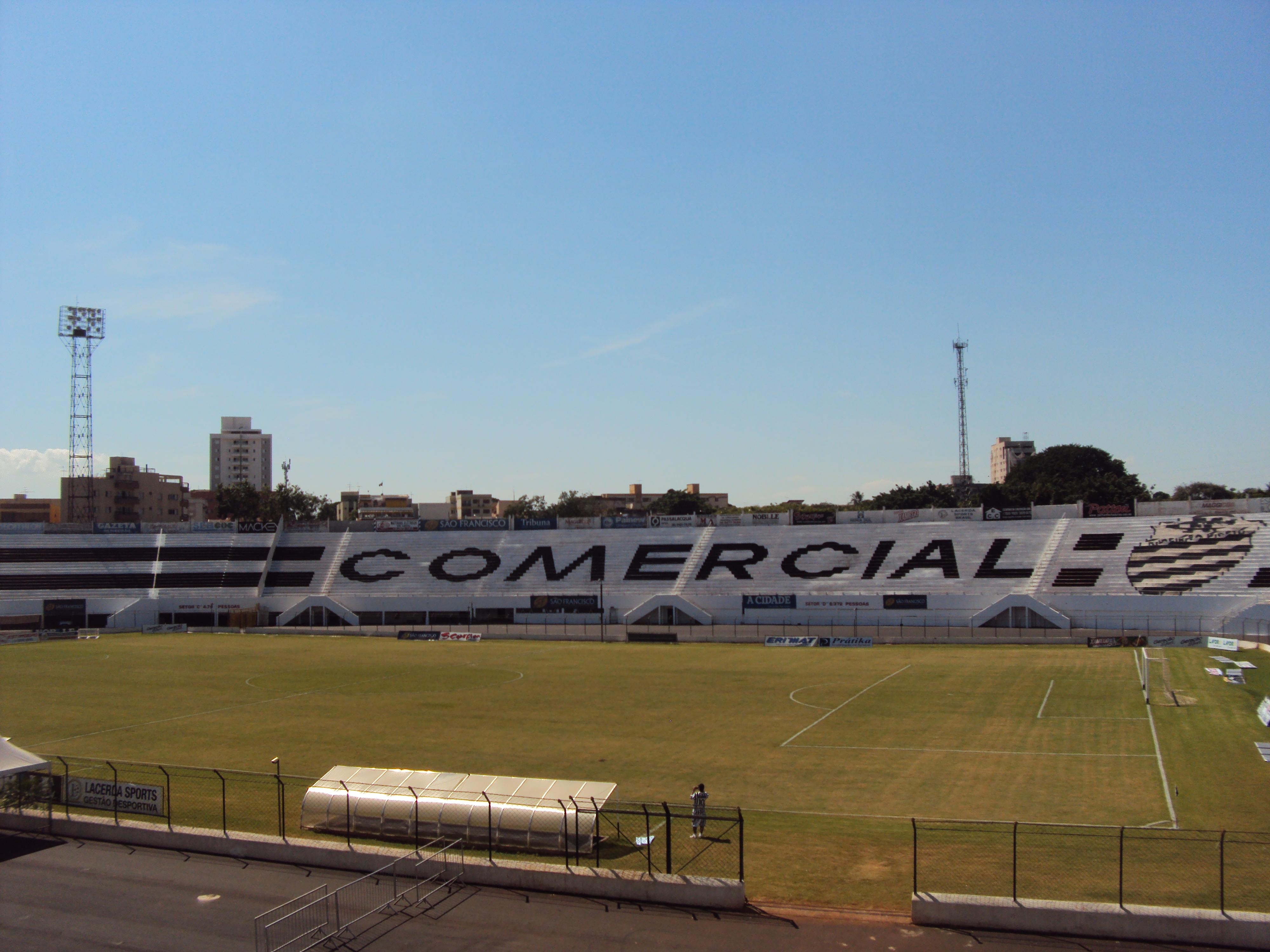
Palma Travassos (Ribeirão Preto)
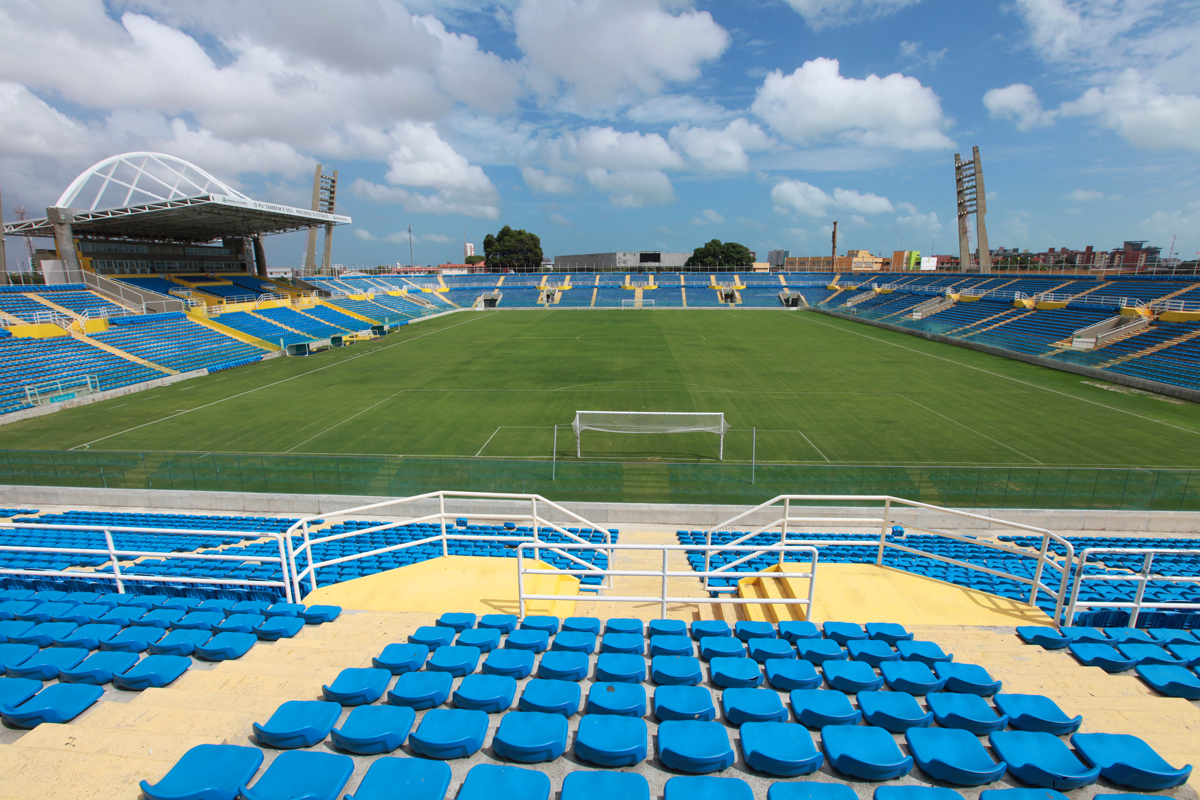
Presidente Vargas (Fortaleza)
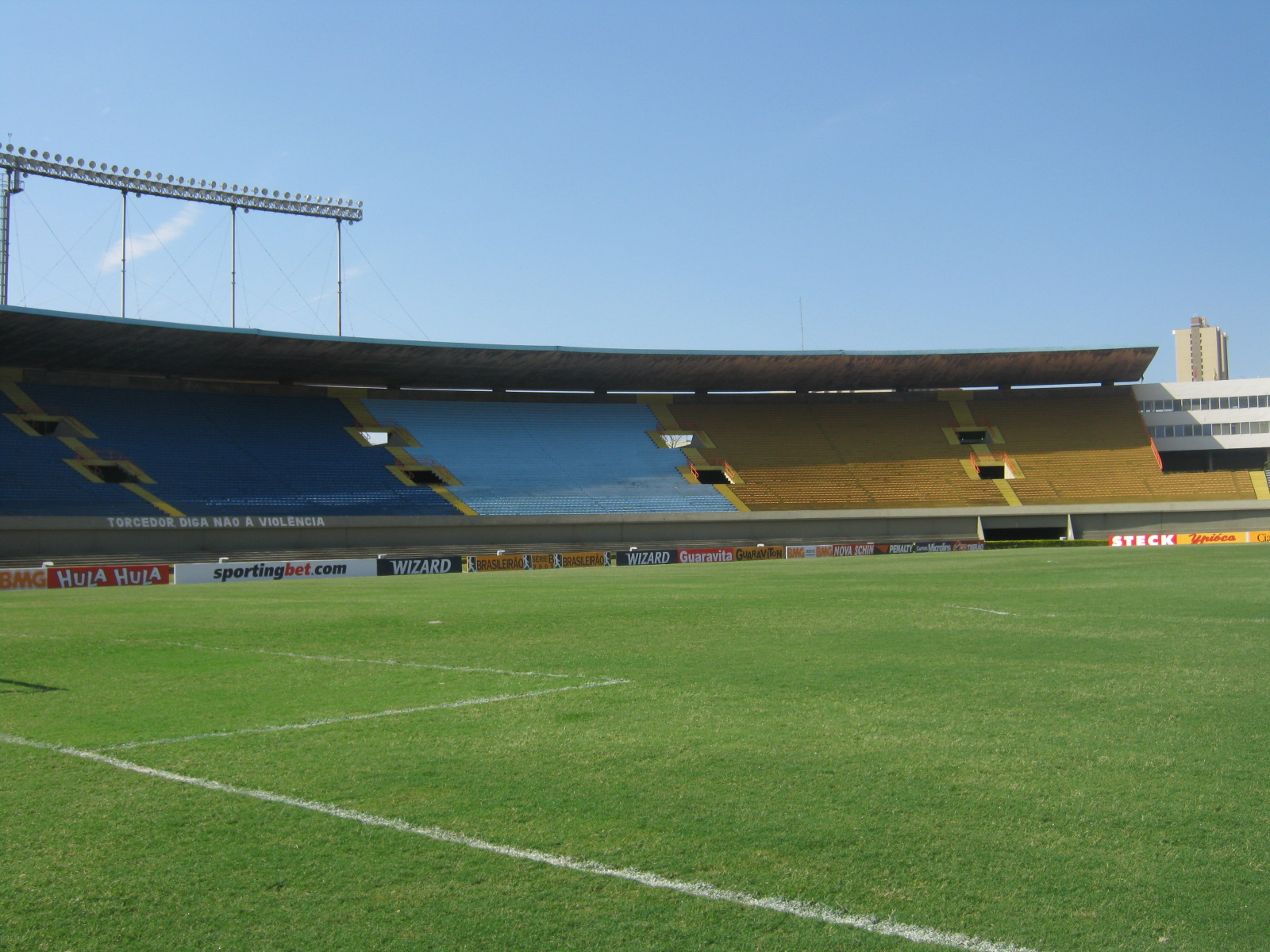
Serra Dourada (Goiânia)

## Transmissão televisiva
Em 2022, chegou ao fim o contrato firmado em 2017 entre o Grupo Globo e a CBF para a cobertura dos jogos da Série B em todas as plataformas. Em outubro do mesmo ano, times como Chapecoense, Guarani, Sampaio Corrêa e Vitória se reuniram com a agência IMG para tratar do assunto do novo contrato da Série B, pedindo um modelo de concorrência e um acordo mais curto, com uma duração de dois anos ou mais de acordo com as negociações entre os clubes.
No início de 2023, foi aberta a concorrência pelos direitos de transmissão, o qual teve a participação da TV Globo, SBT e ESPN pelos pacotes de transmissão do torneio. Porém, os grupos concorrentes ofereceram ao todo 60% a menos do que valia o contrato anterior, que era de 220 milhões de reais. Por conta da indefinição, a concorrência partiu para a segunda fase, o que ocasionou na desistência do SBT após uma avaliação interna de que as transmissões em rede nacional poderiam atrair baixa audiência. Além disso, a Globo manifestou interesse na competição somente para a TV por assinatura, através dos canais SporTV e Premiere, no último, no modelo pay-per-view. Com um risco das competições ficarem de fora da TV aberta após 22 anos, os direitos então foram oferecidos para a Rede Bandeirantes, que transmitiu os jogos pela última vez em 2013.
Em 7 de março de 2023, a empresa Brax ofereceu aos clubes um contrato de transmissão da Série B com duração de quatro anos, no valor total de 210 milhões de reais, uma vez que a agência adquiriu os direitos de transmissão da Série B, além de já ser parceira da CBF em torneios como a Supercopa Feminina e a Copa do Brasil. Em 22 de março foi anunciada a venda dos direitos de transmissão para a Band, com exclusividade do torneio em TV aberta até 2024. Pelo modelo, a emissora irá transmitir anualmente 152 dos 380 jogos, com quatro partidas por rodada, sendo duas em rede nacional e outras duas adotando o sistema de regionalização de acordo com a popularidade de cada time. Quatro dias depois, o Grupo Globo venceu a concorrência nas demais plataformas e manteve os direitos de transmissão na TV por assinatura através do SporTV (seis jogos por rodada) e Premiere (todos os dez jogos em pay-per-view).
Em 15 de abril, foi fechado acordo de transmissão dos mesmos jogos da Band pelo streaming Dale e pelo canal "Flow Sport Club", no YouTube.

## Classificação
| Pos | Equipe              | Pts | J  | V  | E  | D  | GP | GC | SG  | Classificação ou descenso      |
| --- | ------------------- | --- | -- | -- | -- | -- | -- | -- | --- | ------------------------------ |
| 1   | Vitória (C)         | 72  | 38 | 22 | 6  | 10 | 50 | 31 | +19 | Promoção à Série A de 2024     |
| 2   | Juventude           | 65  | 38 | 18 | 11 | 9  | 42 | 31 | +11 | Promoção à Série A de 2024     |
| 3   | Criciúma            | 64  | 38 | 19 | 7  | 12 | 45 | 33 | +12 | Promoção à Série A de 2024     |
| 4   | Atlético Goianiense | 64  | 38 | 17 | 13 | 8  | 56 | 45 | +11 | Promoção à Série A de 2024     |
| 5   | Novorizontino       | 63  | 38 | 19 | 6  | 13 | 48 | 30 | +18 |                                |
| 6   | Mirassol            | 63  | 38 | 18 | 9  | 11 | 42 | 31 | +11 |                                |
| 7   | Sport               | 63  | 38 | 17 | 12 | 9  | 59 | 40 | +19 |                                |
| 8   | Vila Nova           | 61  | 38 | 17 | 10 | 11 | 49 | 30 | +19 |                                |
| 9   | CRB                 | 57  | 38 | 16 | 9  | 13 | 45 | 39 | +6  |                                |
| 10  | Guarani             | 57  | 38 | 15 | 12 | 11 | 42 | 33 | +9  |                                |
| 11  | Ceará               | 50  | 38 | 13 | 11 | 14 | 40 | 45 | −5  |                                |
| 12  | Botafogo-SP         | 47  | 38 | 12 | 11 | 15 | 25 | 42 | −17 |                                |
| 13  | Avaí                | 44  | 38 | 10 | 14 | 14 | 31 | 48 | −17 |                                |
| 14  | Ituano              | 42  | 38 | 9  | 15 | 14 | 33 | 38 | −5  |                                |
| 15  | Ponte Preta         | 42  | 38 | 9  | 15 | 14 | 24 | 35 | −11 |                                |
| 16  | Chapecoense         | 40  | 38 | 9  | 13 | 16 | 38 | 43 | −5  |                                |
| 17  | Sampaio Corrêa      | 39  | 38 | 8  | 15 | 15 | 31 | 43 | −12 | Rebaixamento à Série C de 2024 |
| 18  | Tombense            | 37  | 38 | 9  | 10 | 19 | 37 | 50 | −13 | Rebaixamento à Série C de 2024 |
| 19  | Londrina            | 31  | 38 | 7  | 10 | 21 | 31 | 58 | −27 | Rebaixamento à Série C de 2024 |
| 20  | ABC                 | 28  | 38 | 5  | 13 | 20 | 28 | 51 | −23 | Rebaixamento à Série C de 2024 |

## Resultados
| Mandante \ Visitante | ABC | ATG | AVA | BRP | CEA | CHA | CRB | CRI | GUA | ITU | JUV | LON | MIR | NOV | PON | SAM | SPT | TOM | VIL | VIT |
| -------------------- | --- | --- | --- | --- | --- | --- | --- | --- | --- | --- | --- | --- | --- | --- | --- | --- | --- | --- | --- | --- |
| ABC                  | —   | 1–1 | 1–1 | 1–2 | 1–2 | 1–1 | 1–2 | 0–1 | 0–1 | 1–1 | 0–0 | 0–0 | 1–2 | 0–1 | 2–0 | 1–1 | 0–1 | 1–0 | 3–2 | 0–3 |
| Atlético Goianiense  | 3–1 | —   | 0–0 | 1–1 | 0–3 | 2–1 | 2–1 | 3–1 | 3–0 | 1–0 | 3–0 | 2–1 | 2–2 | 2–2 | 1–0 | 2–2 | 3–1 | 3–2 | 1–1 | 0–0 |
| Avaí                 | 0–2 | 0–2 | —   | 1–1 | 1–0 | 1–4 | 1–1 | 1–0 | 1–2 | 0–0 | 0–2 | 0–0 | 1–0 | 1–0 | 0–1 | 2–0 | 2–2 | 4–2 | 0–3 | 1–1 |
| Botafogo-SP          | 0–0 | 1–0 | 0–1 | —   | 2–2 | 1–2 | 2–0 | 1–0 | 1–0 | 0–2 | 0–2 | 0–1 | 1–0 | 2–0 | 0–0 | 1–0 | 1–1 | 0–0 | 0–3 | 0–3 |
| Ceará                | 1–0 | 0–1 | 0–0 | 3–0 | —   | 2–0 | 1–3 | 1–0 | 0–3 | 1–1 | 1–3 | 3–1 | 2–0 | 0–3 | 1–1 | 0–0 | 2–1 | 2–0 | 1–0 | 0–2 |
| Chapecoense          | 0–0 | 0–1 | 0–0 | 2–0 | 1–1 | —   | 2–1 | 1–1 | 0–1 | 1–0 | 0–2 | 3–0 | 0–1 | 1–1 | 1–1 | 0–1 | 1–1 | 1–2 | 0–1 | 3–1 |
| CRB                  | 1–1 | 2–1 | 1–1 | 0–0 | 2–0 | 3–2 | —   | 0–1 | 1–0 | 2–2 | 1–2 | 2–1 | 2–0 | 1–0 | 1–0 | 0–0 | 2–0 | 2–0 | 0–3 | 6–0 |
| Criciúma             | 1–0 | 3–0 | 1–0 | 3–0 | 1–2 | 1–2 | 2–1 | —   | 1–1 | 2–1 | 0–1 | 2–0 | 2–1 | 0–1 | 2–1 | 3–0 | 1–0 | 2–0 | 1–0 | 1–0 |
| Guarani              | 2–3 | 1–0 | 4–1 | 0–1 | 0–0 | 3–3 | 0–1 | 1–1 | —   | 1–0 | 0–1 | 2–1 | 2–1 | 2–1 | 1–0 | 2–0 | 3–1 | 3–0 | 1–1 | 2–0 |
| Ituano               | 3–0 | 1–1 | 0–1 | 1–1 | 2–0 | 0–0 | 0–0 | 3–0 | 1–1 | —   | 1–1 | 3–1 | 0–0 | 0–2 | 0–1 | 2–1 | 1–1 | 1–0 | 1–2 | 0–2 |
| Juventude            | 1–1 | 3–0 | 3–2 | 1–2 | 1–0 | 0–0 | 3–1 | 1–0 | 1–0 | 2–1 | —   | 2–2 | 0–1 | 1–0 | 0–0 | 0–0 | 2–2 | 1–2 | 0–2 | 1–0 |
| Londrina             | 1–0 | 0–2 | 1–1 | 1–2 | 1–3 | 1–1 | 1–1 | 1–1 | 0–0 | 2–2 | 1–2 | —   | 1–2 | 0–1 | 3–0 | 1–0 | 1–2 | 1–1 | 1–0 | 2–0 |
| Mirassol             | 3–2 | 4–1 | 2–2 | 1–0 | 1–1 | 1–0 | 1–0 | 1–0 | 0–0 | 0–1 | 0–1 | 2–0 | —   | 0–2 | 1–0 | 0–0 | 2–1 | 2–0 | 1–1 | 2–0 |
| Novorizontino        | 2–1 | 2–2 | 2–0 | 0–1 | 4–1 | 1–2 | 0–1 | 2–0 | 1–0 | 2–0 | 1–0 | 3–0 | 2–1 | —   | 2–0 | 1–0 | 0–0 | 0–0 | 3–1 | 1–2 |
| Ponte Preta          | 0–0 | 0–2 | 0–1 | 2–0 | 0–0 | 1–0 | 3–0 | 1–2 | 1–1 | 0–0 | 0–0 | 1–0 | 0–3 | 1–0 | —   | 0–0 | 1–1 | 0–1 | 1–0 | 2–2 |
| Sampaio Corrêa       | 1–0 | 3–3 | 4–0 | 0–0 | 1–1 | 2–0 | 1–1 | 0–2 | 1–1 | 0–0 | 2–1 | 2–0 | 1–3 | 1–1 | 0–0 | —   | 1–2 | 1–2 | 2–1 | 0–1 |
| Sport                | 4–1 | 0–0 | 2–1 | 3–0 | 2–0 | 2–1 | 2–0 | 3–3 | 2–0 | 1–2 | 3–0 | 4–0 | 0–0 | 1–0 | 3–3 | 4–1 | —   | 3–2 | 1–0 | 1–2 |
| Tombense             | 3–0 | 1–1 | 0–1 | 0–0 | 2–2 | 4–2 | 2–1 | 2–2 | 1–1 | 3–0 | 1–1 | 0–2 | 0–1 | 1–2 | 0–1 | 0–1 | 0–0 | —   | 2–1 | 1–2 |
| Vila Nova            | 1–1 | 2–1 | 1–1 | 3–1 | 3–1 | 0–0 | 0–1 | 0–0 | 0–0 | 1–0 | 1–0 | 4–1 | 2–0 | 2–1 | 1–1 | 3–0 | 0–1 | 1–0 | —   | 1–0 |
| Vitória              | 2–0 | 2–3 | 3–0 | 2–0 | 1–0 | 1–0 | 1–0 | 0–1 | 2–0 | 3–0 | 0–0 | 2–0 | 0–0 | 2–1 | 3–0 | 2–1 | 1–0 | 1–0 | 1–1 | —   |

## Desempenho por rodada
Posições de cada clube por rodada:
| Rodada ↓ | ABC | ATG | AVA | BRP | CEA | CHA | CRB | CRI | GUA | ITU | JUV | LON | MIR | NOV | PON | SAM | SPT | TOM | VIL | VIT |
| -------- | --- | --- | --- | --- | --- | --- | --- | --- | --- | --- | --- | --- | --- | --- | --- | --- | --- | --- | --- | --- |
| 1ª       | 15  | 10  | 19  | 5   | 17  | 16  | 11  | 3   | 1   | 4   | 13  | 7   | 8   | 14  | 20  | 9   | 11  | 18  | 6   | 2   |
| 2ª       | 19  | 5   | 12  | 4   | 20  | 6   | 16  | 3   | 1   | 11  | 17  | 13  | 10  | 9   | 18  | 14  | 15  | 7   | 8   | 2   |
| 3ª       | 20  | 7   | 12  | 3   | 13  | 8   | 19  | 4   | 2   | 11  | 18  | 14  | 5   | 10  | 17  | 16  | 15  | 9   | 6   | 1   |
| 4ª       | 20  | 6   | 16  | 5   | 15  | 10  | 19  | 1   | 3   | 8   | 14  | 13  | 9   | 7   | 12  | 17  | 18  | 11  | 4   | 2   |
| 5ª       | 20  | 3   | 11  | 6   | 17  | 12  | 19  | 2   | 5   | 10  | 18  | 16  | 9   | 7   | 14  | 13  | 8   | 15  | 4   | 1   |
| 6ª       | 20  | 3   | 14  | 5   | 13  | 8   | 15  | 2   | 4   | 11  | 19  | 12  | 7   | 10  | 17  | 16  | 9   | 18  | 6   | 1   |
| 7ª       | 20  | 2   | 15  | 7   | 11  | 12  | 18  | 4   | 5   | 14  | 16  | 10  | 6   | 9   | 17  | 13  | 8   | 19  | 3   | 1   |
| 8ª       | 20  | 5   | 16  | 4   | 9   | 13  | 18  | 3   | 6   | 15  | 12  | 11  | 8   | 7   | 17  | 14  | 10  | 19  | 2   | 1   |
| 9ª       | 20  | 7   | 17  | 6   | 10  | 16  | 19  | 4   | 8   | 13  | 11  | 14  | 5   | 2   | 15  | 12  | 9   | 18  | 3   | 1   |
| 10ª      | 20  | 9   | 18  | 7   | 8   | 16  | 17  | 4   | 11  | 13  | 10  | 14  | 5   | 3   | 15  | 12  | 6   | 19  | 2   | 1   |
| 11ª      | 20  | 10  | 18  | 9   | 7   | 17  | 14  | 5   | 11  | 13  | 8   | 16  | 6   | 3   | 15  | 12  | 4   | 19  | 2   | 1   |
| 12ª      | 20  | 10  | 19  | 9   | 7   | 17  | 14  | 5   | 11  | 13  | 8   | 16  | 6   | 1   | 15  | 12  | 3   | 18  | 4   | 2   |
| 13ª      | 20  | 8   | 18  | 11  | 7   | 17  | 14  | 6   | 9   | 13  | 10  | 16  | 5   | 1   | 15  | 12  | 2   | 19  | 3   | 4   |
| 14ª      | 20  | 11  | 18  | 10  | 9   | 16  | 14  | 5   | 7   | 13  | 8   | 17  | 6   | 2   | 15  | 12  | 4   | 19  | 1   | 3   |
| 15ª      | 20  | 10  | 19  | 8   | 12  | 17  | 11  | 3   | 9   | 13  | 7   | 18  | 6   | 4   | 14  | 15  | 2   | 16  | 1   | 5   |
| 16ª      | 20  | 11  | 19  | 10  | 9   | 16  | 12  | 2   | 8   | 14  | 7   | 18  | 6   | 4   | 13  | 15  | 3   | 17  | 1   | 5   |
| 17ª      | 19  | 9   | 20  | 11  | 10  | 17  | 12  | 2   | 8   | 14  | 7   | 18  | 6   | 5   | 13  | 15  | 3   | 16  | 1   | 4   |
| 18ª      | 20  | 11  | 19  | 10  | 8   | 17  | 13  | 3   | 6   | 14  | 9   | 18  | 7   | 4   | 12  | 15  | 5   | 16  | 2   | 1   |
| 19ª      | 20  | 11  | 18  | 9   | 10  | 17  | 12  | 5   | 6   | 14  | 8   | 19  | 7   | 2   | 13  | 15  | 4   | 16  | 3   | 1   |
| 20ª      | 20  | 11  | 18  | 9   | 10  | 17  | 12  | 6   | 5   | 14  | 8   | 19  | 7   | 1   | 13  | 15  | 3   | 16  | 4   | 2   |
| 21ª      | 20  | 11  | 18  | 9   | 10  | 17  | 12  | 4   | 6   | 13  | 5   | 19  | 8   | 3   | 14  | 15  | 2   | 16  | 7   | 1   |
| 22ª      | 20  | 11  | 16  | 10  | 9   | 19  | 12  | 5   | 6   | 14  | 7   | 18  | 8   | 3   | 13  | 15  | 1   | 17  | 4   | 2   |
| 23ª      | 20  | 9   | 16  | 11  | 10  | 19  | 12  | 4   | 7   | 14  | 5   | 18  | 8   | 3   | 13  | 15  | 1   | 17  | 6   | 2   |
| 24ª      | 20  | 8   | 15  | 11  | 10  | 17  | 12  | 5   | 7   | 13  | 6   | 19  | 9   | 3   | 14  | 16  | 2   | 18  | 4   | 1   |
| 25ª      | 20  | 8   | 15  | 12  | 11  | 16  | 10  | 3   | 7   | 13  | 4   | 19  | 9   | 5   | 14  | 17  | 2   | 18  | 6   | 1   |
| 26ª      | 20  | 8   | 16  | 12  | 10  | 15  | 9   | 4   | 6   | 13  | 5   | 19  | 11  | 3   | 14  | 17  | 2   | 18  | 7   | 1   |
| 27ª      | 20  | 8   | 15  | 12  | 10  | 17  | 9   | 6   | 3   | 13  | 7   | 19  | 11  | 4   | 14  | 16  | 2   | 18  | 5   | 1   |
| 28ª      | 20  | 8   | 16  | 12  | 10  | 17  | 9   | 5   | 2   | 13  | 6   | 19  | 11  | 4   | 14  | 15  | 3   | 18  | 7   | 1   |
| 29ª      | 20  | 7   | 16  | 12  | 11  | 17  | 9   | 6   | 5   | 14  | 4   | 19  | 10  | 3   | 15  | 13  | 2   | 18  | 8   | 1   |
| 30ª      | 20  | 6   | 16  | 12  | 11  | 17  | 10  | 7   | 4   | 13  | 3   | 19  | 9   | 5   | 15  | 14  | 2   | 18  | 8   | 1   |
| 31ª      | 20  | 5   | 15  | 12  | 11  | 17  | 9   | 7   | 4   | 14  | 3   | 19  | 8   | 6   | 16  | 13  | 2   | 18  | 10  | 1   |
| 32ª      | 20  | 3   | 15  | 12  | 11  | 17  | 10  | 8   | 5   | 14  | 4   | 19  | 7   | 6   | 16  | 13  | 2   | 18  | 9   | 1   |
| 33ª      | 20  | 3   | 13  | 12  | 11  | 17  | 10  | 6   | 5   | 14  | 4   | 19  | 8   | 7   | 16  | 15  | 2   | 18  | 9   | 1   |
| 34ª      | 20  | 3   | 13  | 12  | 11  | 18  | 10  | 4   | 7   | 14  | 5   | 19  | 9   | 6   | 16  | 15  | 2   | 17  | 8   | 1   |
| 35ª      | 20  | 4   | 13  | 12  | 11  | 18  | 10  | 2   | 8   | 15  | 3   | 19  | 7   | 6   | 17  | 16  | 5   | 14  | 9   | 1   |
| 36ª      | 20  | 4   | 13  | 12  | 11  | 17  | 10  | 2   | 9   | 14  | 3   | 19  | 8   | 7   | 15  | 18  | 5   | 16  | 6   | 1   |
| 37ª      | 20  | 5   | 13  | 12  | 11  | 18  | 9   | 2   | 10  | 14  | 3   | 19  | 7   | 6   | 16  | 15  | 8   | 17  | 4   | 1   |
| 38ª      | 20  | 4   | 13  | 12  | 11  | 16  | 9   | 3   | 10  | 14  | 2   | 19  | 6   | 5   | 15  | 17  | 7   | 18  | 8   | 1   |
| Rodada ↑ | ABC | ATG | AVA | BRP | CEA | CHA | CRB | CRI | GUA | ITU | JUV | LON | MIR | NOV | PON | SAM | SPT | TOM | VIL | VIT |

| Líder e promoção à Série A de 2024 Zona de promoção à Série A de 2024 Zona de rebaixamento à Série C de 2024 |

## Estatísticas
| Gols | Jogador          | Equipe              |
| ---- | ---------------- | ------------------- |
| 14   | Gustavo Coutinho | Atlético Goianiense |
| 13   | Ytalo            | Sampaio Corrêa      |
| 11   | Vágner Love      | Sport               |
| 10   | Caio Dantas      | Vila Nova           |
| 10   | Derek            | Guarani             |
| 10   | Erick            | Ceará               |
| 10   | Léo Gamalho      | Vitória             |

| Total[carece de fontes?] | Jogador          | Equipe              |
| ------------------------ | ---------------- | ------------------- |
| 9                        | Fellipe Mateus   | Criciúma            |
| 9                        | Osvaldo          | Vitória             |
| 7                        | Bruno José       | Guarani             |
| 7                        | Nenê             | Juventude           |
| 7                        | Shaylon          | Atlético Goianiense |
| 6                        | Bruno Nazário    | Chapecoense         |
| 6                        | Egídio           | Tombense            |
| 6                        | Guilherme Parede | Vila Nova           |

### Hat-tricks
| Jogador          | Clube               | Adversário | Placar  | Data        | Ref.   |
| ---------------- | ------------------- | ---------- | ------- | ----------- | ------ |
| Gustavo Coutinho | Atlético Goianiense | Tombense   | 3–2 (C) | 7 de agosto | [ 35 ] |

### Público
Maiores públicos
Estes são os dez maiores públicos do campeonato:
| N.º | Público | Mandante | Placar | Visitante           | Estádio        | Data           | Rodada | Ref.   |
| --- | ------- | -------- | ------ | ------------------- | -------------- | -------------- | ------ | ------ |
| 1   | 41 153  | Ceará    | 2–0    | Chapecoense         | Arena Castelão | 2 de junho     | 10ª    | [ 36 ] |
| 2   | 35 898  | Ceará    | 1–3    | CRB                 | Arena Castelão | 10 de junho    | 12ª    | [ 37 ] |
| 3   | 28 372  | Vitória  | 1–0    | Sport               | Barradão       | 18 de novembro | 37ª    | [ 38 ] |
| 4   | 28 254  | Vitória  | 0–0    | Juventude           | Barradão       | 29 de outubro  | 34ª    | [ 39 ] |
| 5   | 28 056  | Vitória  | 1–1    | Vila Nova           | Barradão       | 5 de novembro  | 35ª    | [ 40 ] |
| 6   | 27 887  | Vitória  | 2–0    | Guarani             | Barradão       | 15 de outubro  | 32ª    | [ 41 ] |
| 7   | 27 861  | Vitória  | 0–0    | Mirassol            | Barradão       | 1 de setembro  | 26ª    | [ 42 ] |
| 8   | 27 592  | Vitória  | 1–0    | Tombense            | Barradão       | 29 de setembro | 30ª    | [ 43 ] |
| 9   | 27 541  | Vitória  | 0–1    | Criciúma            | Barradão       | 11 de junho    | 12ª    | [ 44 ] |
| 10  | 27 415  | Vitória  | 2–3    | Atlético Goianiense | Barradão       | 14 de maio     | 6ª     | [ 45 ] |

Menores públicos
Estes são os dez menores públicos do campeonato:
| N.º | Público | Mandante | Placar | Visitante      | Estádio           | Data           | Rodada | Ref.   |
| --- | ------- | -------- | ------ | -------------- | ----------------- | -------------- | ------ | ------ |
| 1   | 179     | Tombense | 1–1    | Guarani        | Soares de Azevedo | 27 de maio     | 9ª     | [ 46 ] |
| 2   | 212     | Tombense | 1–2    | Novorizontino  | Soares de Azevedo | 24 de junho    | 13ª    | [ 47 ] |
| 3   | 219     | Tombense | 4–2    | Chapecoense    | Soares de Azevedo | 30 de junho    | 15ª    | [ 48 ] |
| 4   | 277     | Tombense | 0–2    | Londrina       | Soares de Azevedo | 19 de maio     | 7ª     | [ 49 ] |
| 5   | 301     | Londrina | 0–1    | Novorizontino  | Estádio do Café   | 17 de novembro | 37ª    | [ 50 ] |
| 6   | 303     | Tombense | 0–1    | Sampaio Corrêa | Soares de Azevedo | 8 de julho     | 16ª    | [ 51 ] |
| 7   | 325     | Tombense | 2–1    | CRB            | Soares de Azevedo | 18 de junho    | 18ª    | [ 52 ] |
| 8   | 353     | Tombense | 0–0    | Botafogo-SP    | Soares de Azevedo | 23 de setembro | 29ª    | [ 53 ] |
| 9   | 358     | Tombense | 2–2    | Ceará          | Soares de Azevedo | 26 de agosto   | 25ª    | [ 54 ] |
| 10  | 396     | Londrina | 1–1    | CRB            | Estádio do Café   | 29 de outubro  | 34ª    | [ 55 ] |

Médias de público
Estas são as médias de público dos clubes no campeonato. Considera-se apenas os jogos da equipe como mandante e o público pagante:
| Pos.  | Equipe              | Média  | Total     | Mandos |
| ----- | ------------------- | ------ | --------- | ------ |
| 1     | Vitória             | 22 842 | 433 992   | 19     |
| 2     | Sport               | 18 511 | 259 147   | 14     |
| 3     | Ceará               | 18 057 | 270 852   | 15     |
| 4     | Criciúma            | 12 702 | 241 333   | 19     |
| 5     | Vila Nova           | 7 283  | 138 374   | 19     |
| 6     | Avaí                | 5 925  | 112 566   | 19     |
| 7     | Juventude           | 5 803  | 110 252   | 19     |
| 8     | Atlético Goianiense | 5 414  | 102 871   | 19     |
| 9     | Guarani             | 5 401  | 102 613   | 19     |
| 10    | Chapecoense         | 4 923  | 93 541    | 19     |
| 11    | ABC                 | 4 705  | 89 396    | 19     |
| 12    | Ponte Preta         | 4 502  | 81 043    | 18     |
| 13    | Sampaio Corrêa      | 3 797  | 72 151    | 19     |
| 14    | CRB                 | 3 408  | 64 745    | 19     |
| 15    | Botafogo-SP         | 2 725  | 51 776    | 19     |
| 16    | Mirassol            | 2 358  | 44 795    | 19     |
| 17    | Novorizontino       | 2 216  | 42 104    | 19     |
| 18    | Ituano              | 1 528  | 29 024    | 19     |
| 19    | Londrina            | 916    | 17 399    | 19     |
| 20    | Tombense            | 743    | 14 121    | 19     |
| Total | Total               | 6 411  | 2 372 095 | 370    |

## Mudanças de técnicos
| Clube               | Antecessor         | Data           | Última partida                        | Rod | Pos | Sucessor                          | Ref.            |
| ------------------- | ------------------ | -------------- | ------------------------------------- | --- | --- | --------------------------------- | --------------- |
| Ponte Preta         | Hélio dos Anjos    | 18 de abril    | Vitória 3–0 Ponte Preta               | 1ª  | 20º | Felipe Moreira                    | [ 57 ] [ 58 ]   |
| Ceará               | Gustavo Morínigo   | 24 de abril    | Ceará 0–3 Guarani                     | 2ª  | 20º | Eduardo Barroca                   | [ 59 ] [ 60 ]   |
| Atlético Goianiense | Mozart             | 1 de maio      | Tombense 1–1 Atlético Goianiense      | 3ª  | 7º  | Alberto Valentim                  | [ 63 ] [ 64 ]   |
| Avaí                | Alex               | 3 de maio      | Avaí 0–3 Vila Nova                    | 4ª  | 16º | Gustavo Morínigo                  | [ 66 ] [ 67 ]   |
| Mirassol            | Ricardo Catalá     | 4 de maio      | Mirassol 0–2 Novorizontino            | 4ª  | 8º  | Mozart                            | [ 68 ] [ 69 ]   |
| Sampaio Corrêa      | Evaristo Piza      | 4 de maio      | CRB 0–0 Sampaio Corrêa                | 4ª  | 18º | Márcio Fernandes                  | [ 71 ] [ 72 ]   |
| Juventude           | Pintado            | 8 de maio      | Sampaio Corrêa 2–1 Juventude          | 5ª  | 18º | Thiago Carpini                    | [ 74 ] [ 75 ]   |
| Londrina            | Alexandre Gallo    | 9 de maio      | Atlético Goianiense 2–1 Londrina      | 5ª  | 17º | PC Gusmão                         | [ 77 ] [ 78 ]   |
| ABC                 | Fernando Marchiori | 14 de maio     | ABC 1–2 Botafogo-SP                   | 6ª  | 20º | Allan Aal                         | [ 80 ] [ 81 ]   |
| Ituano              | Gilmar Dal Pozzo   | 21 de maio     | Ituano 0–2 Novorizontino              | 7ª  | 13º | Márcio Freitas                    | [ 83 ] [ 84 ]   |
| CRB                 | Umberto Louzer     | 27 de maio     | CRB 1–2 Juventude                     | 9ª  | 18º | Daniel Paulista                   | [ 85 ] [ 86 ]   |
| Chapecoense         | Argel Fuchs        | 29 de maio     | Chapecoense 0–1 Sampaio Corrêa        | 9ª  | 16º | Gilmar Dal Pozzo                  | [ 88 ] [ 89 ]   |
| Tombense            | Marcelo Chamusca   | 5 de junho     | Botafogo-SP 0–0 Tombense              | 10ª | 19º | João Burse                        | [ 91 ] [ 90 ]   |
| Guarani             | Bruno Pivetti      | 8 de junho     | Novorizontino 1–0 Guarani             | 11ª | 11º | Umberto Louzer                    | [ 93 ] [ 94 ]   |
| Botafogo-SP         | Adílson Batista    | 24 de junho    | Botafogo-SP 0–3 Vila Nova             | 13ª | 10º | Marcelo Chamusca                  | [ 96 ] [ 97 ]   |
| Ceará               | Eduardo Barroca    | 28 de junho    | Ceará 0–0 Avaí                        | 14ª | 7º  | Guto Ferreira                     | [ 98 ] [ 99 ]   |
| Londrina            | PC Gusmão          | 29 de junho    | Londrina 1–2 Juventude                | 14ª | 17º | Eduardo Souza                     | [ 101 ] [ 102 ] |
| Avaí                | Gustavo Morínigo   | 2 de julho     | Avaí 0–2 ABC                          | 15ª | 19º | Eduardo Barroca                   | [ 103 ] [ 104 ] |
| Atlético Goianiense | Alberto Valentim   | 10 de julho    | Novorizontino 2–2 Atlético Goianiense | 16ª | 11º | Jair Ventura                      | [ 105 ] [ 106 ] |
| Ponte Preta         | Felipe Moreira     | 22 de julho    | CRB 1–0 Ponte Preta                   | 19ª | 13º | Pintado                           | [ 107 ] [ 108 ] |
| Vila Nova           | Claudinei Oliveira | 3 de agosto    | Vila Nova 0–1 Sport                   | 21ª | 7º  | Marquinhos Santos                 | [ 109 ] [ 110 ] |
| Chapecoense         | Gilmar Dal Pozzo   | 7 de agosto    | Ponte Preta 1–0 Chapecoense           | 22ª | 19º | Claudinei Oliveira                | [ 111 ] [ 112 ] |
| Tombense            | João Burse         | 21 de agosto   | Avaí 4–2 Tombense                     | 24ª | 18º | Moacir Júnior                     | [ 113 ] [ 114 ] |
| Ceará               | Guto Ferreira      | 29 de agosto   | Tombense 2–2 Ceará                    | 25ª | 11º | Vagner Mancini                    | [ 115 ] [ 116 ] |
| ABC                 | Allan Aal          | 2 de setembro  | ABC 1–1 Sampaio Corrêa                | 26ª | 20º | Argel Fuchs                       | [ 117 ] [ 118 ] |
| Sampaio Corrêa      | Márcio Fernandes   | 5 de setembro  | ABC 1–1 Sampaio Corrêa                | 26ª | 17º | Fernando Marchiori                | [ 119 ]         |
| Londrina            | Eduardo Souza      | 7 de setembro  | Ceará 3–1 Londrina                    | 27ª | 19º | Roberto Fonseca                   | [ 120 ] [ 121 ] |
| Vila Nova           | Marquinhos Santos  | 20 de setembro | Sampaio Corrêa 2–1 Vila Nova          | 29ª | 7º  | Lisca                             | [ 122 ] [ 123 ] |
| Ponte Preta         | Pintado            | 2 de outubro   | ABC 2–0 Ponte Preta                   | 30ª | 15º | João Brigatti                     | [ 124 ]         |
| Vila Nova           | Lisca              | 20 de outubro  | Tombense 2–1 Vila Nova                | 33ª | 9º  | Higo Magalhães                    | [ 125 ] [ 126 ] |
| Sampaio Corrêa      | Fernando Marchiori | 31 de outubro  | Criciúma 3–0 Sampaio Corrêa           | 34ª | 15º | Dejair Ferreira                   | [ 127 ]         |
| Botafogo-SP         | Marcelo Chamusca   | 13 de novembro | Chapecoense 2–0 Botafogo-SP           | 36ª | 12º | José Leão (interino)              | [ 128 ]         |
| Sport               | Enderson Moreira   | 19 de novembro | Vitória 1–0 Sport                     | 37ª | 8º  | César Lucena (interino)           | [ 129 ] [ 130 ] |
| Londrina            | Roberto Fonseca    | 21 de novembro | Londrina 0–1 Novorizontino            | 37ª | 19º | Roberto Fonseca Júnior (interino) | [ 131 ]         |
| ABC                 | Argel Fuchs        | 22 de novembro | Guarani 2–3 ABC                       | 37ª | 20º | Jonydei Tostão (interino)         | [ 132 ]         |

## Premiação
| Campeonato Brasileiro 2023 Série B        |
| Bahia                                     |
| ----------------------------------------- |
| Esporte Clube Vitória Campeão (1º título) |